# Marta Meneu Borja
Marta Meneu Borja   (València, 1997) és una periodista, escriptora i creadora de contingut digital valenciana. Escriu a diversos mitjans com el Diari La Veu o Valencia Plaza, té un canal de BookTube propi i participa a diversos pòdcasts com deparkineo i la Paella Rusa.
Meneu estudia Periodisme a la Universitat de València on va obtindre el premi extraordinari final de carrera el 2021. Passa a cursar un màster en Mitjans, Comunicació i Cultura per la Universitat Autònoma de Barcelona i comença a investigar a través d'una beca en comunicació, joventut i cultura digital. Compagina la tasca investigadora amb diverses feines com les de coordinadora de diversos festivals literaris, comunity manager del grup de música la Fúmiga així com la d'impulsar projectes propis com el canal de youtube laprestatgeria que des de 2017 ofereix ressenyes de llibres en valencià i comparteix lectures i curiositats.
Va participar en el vídeoblog o sèrie audiovisual El piset per a la televisió pública À Punt o per al programa Ràndom de la catalana 3Cat. Marta Meneu també compta amb un pòdcast propi amb un grup de dones periodistes (Maria Devesa i Carmen Alonso) que va estar reconegut com el Millor pòdcast de l’any 2019 a la I Gala del pòdcast en valencià, i el mateix any el Premis Sonor de pòdcast en català. També forma part de l'equip de presentadors o podcasters al capdavant del programa d'humor i anàlisi política la Paella Rusa.
El 2024 crea juntament amb l'equip de deparkineo la revista digital ElMood, impulsada per Plataforma per la Llengua i que recull peces publicades en xarxes socials en valencià sobre actualitat, cultura i estil de vida.
Com a escriptora va debutar l'any 2019 amb El senyal, una novel·la que es mou entre la literatura juvenil i la d’adults, segons l'editorial Bromera, que aborda la lluita contra el patriarcat. El 2025 va publicar la seua segona novel·la sota el títol D’acer i de cristall que narra les vivències d'un grup de joves valencians que exerciren el voluntariat durant la Gota freda de la tardor de 2024 després que la societat els acusés a tota una generació de ser fràgils i individualistes.

## Obres
- El senyal (Edicions Bromera, 2019)
- D'acer i de cristall (Edicions Bromera, 2025)